# Podvrtnutí
Podvrtnutí (distorze) je jedno z nejčastějších kloubních poranění. Vzniká následkem úrazu. Zpravidla to znamená poškození měkkých tkání a svalů v okolí určitého kloubu, kostní část není poškozena. Někdy může poranění komplikovat krevní výron či krevní podlitina (hematom).
Často postihuje klouby dolní končetiny - vymknutí hlezenního kloubu (distorsio articulatio talocruralis).
Léčí se pomocí mastí a převazů nebo znehybněním ortézou, sádra se používá jen málokdy u tohoto zranění.